# Sẻ đuôi vàng
Sẻ đuôi vàng, tên khoa học Peucaea sumichrasti, là một loài chim trong họ Emberizidae. Chúng được Lawrence phân loại vào năm 1871.